# После моей смерти
«После моей смерти» (англ. While I Was Gone) — драма по роману Сью Миллер. В России был показан на русской версии телеканала «Hallmark».

## Сюжет
Счастливая и спокойная жизнь Джо Беккетт, добропорядочной жены и хорошей матери, внезапно меняется, когда в город переезжает мужчина из её юности. Однажды вечером незнакомец приводит в ветеринарную клинику Джо свою собаку для оказания ей помощи, и Джо узнаёт в пришедшем мужчине Эли, бывшего соседа по дому времён богемных дней её юности 20 лет назад. Сегодня Эли женат и переехал в небольшой городок Джо вместе со своей семьёй. Джо и Эли решают встретиться… Однако то, что начинается как невинный флирт, оканчивается шокирующим разоблачением и грозит разрушить жизнь Джо, её семью и её будущее.

## 
- Страница фильма на CBS.RU
- Страница фильма на ru.hallmarkchannel.tv